# Краусс, Анри
Анри Краусс (фр. Henry Krauss, при рождении — Анри Краус (фр. Henri Kraus); 22 апреля 1866, Париж, Франция — 15 декабря 1935, Париж, Франция) — французский актёр театра и кино, режиссёр.

## Биография и карьера
Анри Краусс родился 22 апреля 1866 года в Париже, Франция. До появления кинематографа в течение 20-ти лет работал актёром ряда парижских театров. С 1908 года начал сниматься в кино. В актёрской труппе «Общества авторов и литераторов» (фр. Societé cin ématographique des auteurs et gens de lettres — SCAGL) играл роли в многочисленных экранизациях произведений французских авторов, среди которых «Собор Парижской Богоматери» (1911), «Отверженные» (1913) и «Девяносто третий год» (1921) Виктора Гюго, Жерминаль (1913) Эмиль Золя и др.
После Первой мировой войны как режиссёр поставил несколько фильмов, которые не имели успеха.
В 1934 году Анри Краусс во второй раз снимается в экранизации романа Виктора Гюго «Отверженные», где сыграл роль монсеньора Мириэль. Эта роль стала последней работой актёра в кино.
Умер Анри Краусс в Париже 12 декабря 1935 года в 69-летнем возрасте.

## Фильмография

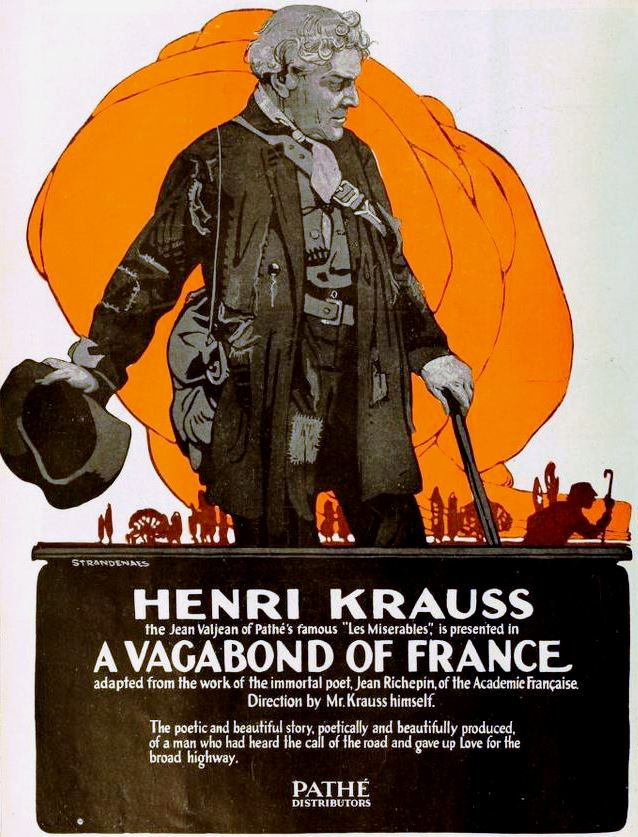
Анри Краусс на плакате к фильму «Бродяга» (1917)

- 1908 — Арлезианка / «L’Arlésienne»
- 1908 — Мария Стюарт / «Marie Stuart»
- 1908 — Вильгельм Телль / «Guillaume Tell»
- 1909 — Нельская башня / «La tour de Nesle» — Буридан
- 1910 — Эрнани / «Hernani»
- 1911 — Собор Парижской Богоматери / «Notre-Dame de Paris» — Квазимодо
- 1911 — Тристан и Изольда / «Tristan et Yseult»
- 1912 — Парижские тайны / «Les mystères de Paris»
- 1912 — Горбун / «Le bossu»
- 1912 — Марион Делорм / «Marion de Lorme»
- 1913 — Отверженные / «Les misérables» — Жан Вальжан
- 1913 — Жерминаль / «Germinal» — Этьен Латье
- 1913 — Сирена / «La Glu» — доктор Уильямс
- 1914 — Шевалье де Мезон-Руж / «Le chevalier de Maison-Rouge»
- 1915 — В семье / «En famille»
- 1915 — Братья корсиканцы / «Les frères corses» — Дюма-отец
- 1917 — Бродяга / «Le chemineau» — бродяга
- 1918 — Андре Корнелис / «André Cornélis»
- 1918 — Марион Делорм / «Marion de Lorme»
- 1921 — Девяносто третий год / «Quatre-vingt-treize»
- 1921 — Фромон младший и Рислер старший / «Fromont jeune et Risler aîné» — Гийом Рислер
- 1922 — Император нищих / «l’empereur des pauvres» — Жан Сарриа
- 1922 — Чёрный бриллиант / «Le diamant noir» — месье де Митри
- 1924 — Тени уходят прочь / «Les ombres qui passent» — Барклай, отец
- 1924 — Верую, или Трагедия Лурда / «Credo ou la tragédie de Lourdes» — Венсан Леверьер
- 1924 — Париж / «Париж» — Франсуа Рулл
- 1925 — Горбун / «Le bossu»
- 1925 — Рыжик / «Poil de carotte» — месье Лепик
- 1927 — Наполеон / «Napoléon» — Мусташ
- 1928 — Патетическая симфония / «La symphonie pathétique» — Кристиан Маркс
- 1934 — Отверженные / «Les misérables» — монсеньор Мириэль